# خوان غاراي
خوان غاراي (بالإسبانية: Juan Garay)‏ (20 أغسطس 1928 – 1 مايو 2009) هو سبّاح أرجنتيني راحل، مثّل بلاده في الألعاب الأولمبية الصيفية 1948.

## روابط خارجية
خوان غاراي على موقع الاتحاد الدولي للسباحة (الإنجليزية)
- خوان غاراي على موقع أوليمبيديا (الإنجليزية)